# صدينة
صدينة هي قرية مغربية شمال المملكة. تنتمي صدينة لعمالة تطوان الساحلي. تضم هذه القرية 6.683 نسمة (إحصاء 2004).